# Maria Pia Luzi
Pour les articles homonymes, voir Luzi.
Ne doit pas être confondu avec Jane Avril.
Maria Pia Luzi, née le 15 avril 1941 à Milan (Lombardie), est une actrice italienne.
Elle a utilisé le nom de scène Jane Avril.

## Biographie
Elle a fait ses débuts au cinéma en 1961 dans le film primé de Michelangelo Antonioni, La Nuit, aux côtés de Marcello Mastroianni, Jeanne Moreau, Pier Angeli et José Ferrer,. À partir de 1970, elle est apparue sous le nom de scène de Jane Avril.
Son dernier film, L'uomo, la donna e la bestia, a été tourné en 1977 sous la direction de son mari.

### Vie privée
Elle a été mariée au réalisateur et scénariste Alberto Cavallone jusqu'à sa mort en 1997 et est mère d'un enfant.

## Filmographie

### Actrice de cinéma
- 1961 : La Nuit (La notte) de Michelangelo Antonioni
- 1962 : Les Révoltées de l'Albatros (L'amuttinamento) de Silvio Amadio
- 1962 : Le Monstre aux yeux verts (I pianeti contro di noi) de Romano Ferrara (it)
- 1962 : Avventura al motel de Renato Polselli
- 1963 : Le train de Berlin est arrêté (Verspätung in Marienborn) de Rolf Hädrich (de)
- 1963 : Les filous font la loi (Gli imbroglioni) de Lucio Fulci
- 1963 : Amour sans lendemain (Un tentativo sentimentale) de Massimo Franciosa et Pasquale Festa Campanile
- 1969 : Le Désirable et le Sublime de José Bénazéraf
- 1970 : Dal nostro inviato a Copenaghen d'Alberto Cavallone
- 1971 : Quickly... spari e baci a colazione d'Alberto Cavallone
- 1973 : Baciamo le mani de Vittorio Schiraldi (it)
- 1973 : La Vie sexuelle dans les prisons de femmes (Diario segreto da un carcere femminile) de Rino Di Silvestro
- 1973 : Afrika d'Alberto Cavallone
- 1974 : Zelda d'Alberto Cavallone
- 1975 : Maldoror (Maldoror, il dio selvaggio) d'Alberto Cavallone
- 1977 : L'uomo, la donna e la bestia d'Alberto Cavallone